# Jan Peter Balkenende
Jan Pieter "Jan Peter" Balkenende, Jr. (Biezelinge, 1956. május 7. –) holland jogász, politikus, Hollandia miniszterelnöke volt 2002 és 2010 között.

## Életrajza

### Fiatalkora és korai politikai karrierje
Jan Pieter Balkenende Jr. 1956-ban született egy református családban a Zeelandban található Biezelinge településen. Gyermekkorában szurkolója volt a PSV Eindhoven labdarúgó-csapatnak. Középiskolai tanulmányait a Goesban található Zeelandi Keresztény Gimnázium-ban végezte, ahol 1974-ben érettségizett. 1980-ban szerezte meg a mesterfokozatot az Amszterdami Szabad Egyetemen történész szakból. 1992-ben pedig jogtudományból szerezte meg a mesterfokozatot. Jogi szakdolgozatát a kormányzati törvénykezés és a társadalmi szervezetek témában írta.
Már egyetemista korában dolgozni kezdett a CDA kutatóintézetében és Amstelveen város önkormányzati képviselőjeként.
1998-ban lett a Képviselőház tagja pártja az akkori ellenzéki Kereszténydemokrata Tömörülés képviselőjeként. Ő lett a párt pénzügyi szóvivője, de ő kapta a szociális, bel- és igazságügy képviseletét is. 2001-ben ő lett a párt elnöke és a Képviselőházban a párt frakcióvezetője. Ezzel egyidőben a párt listavezetője a 2002-es holland általános választáson is. A párt a választás legnagyobb győztese lett: 14 mandátummal növelte helyeit és a szavazatok 27,9%-ával a legerősebb párt lett Hollandiában.

## Miniszterelnök

### Első Balkenende-kormány

#### Botrányok és belső ellentétek
Az első kormány 2002. július 22-én lépett hivatalba, a koalíció tagjai voltak Pim Fortuyn Listája és a Szabaddemokrata Néppárt. A kormány mindössze 87 napos volt és nagyon bizonytalan volt. A kormányt több botrány érte: a Pim Fortuyn párti surinamei születésű Philomena Bijhoult szociális és munkaügyért felelős államtitkárról kiderült, hogy a Dési Bouterse surinamei diktátor milíciájának volt a tagja 1982 és 1983 között. Ebben az időszakban követte el a katonai diktatúra a decemberi gyilkosságokat.
A kormány stabilitását nehezítette, hogy a legfőbb koalíciós partner Pim Fortuyn Listája nem rendelkezett kellő társadalmi bázissal és politikai tapasztalattal. Ráadásul a párt nevét adó alapító Pim Fortuyn meggyilkolása után felszínre törtek a belső ellentétek.
A választást követő hónapban a Pim Fortuyn Listája által delegált bevándorlási és integrációs miniszter Hilbrand Nawjin a halálbüntetés támogatása mellett érvelt, ami óriási felháborodást okozott Hollandiában. Annak ellenére, hogy a párt hivatalosan nem támogatta ezt, Nawjin kifejtette véleményét a párt elnökeként mondta.
2002. október-november között Herman Heinsbroek a Pim Fortuyn Listája által delegált gazdasági miniszter a nyilvánosság előtt kifejtette, hogy kilépve a kormányból egy új pártot vezetne. Ez komoly feszültséget váltott ki közte és párttársa a miniszterelnök-helyettes Eduard Bomhoff között. Gerrit Zalm a VVD párt elnöke próbálta rávenni a két kormánytagot, hogy mondjanak le hivatalukból, de a valós célja a lemondással egy előrehozott választás volt, amivel a VVD javítani tudott volna a 2002-es választáson elszenvedett veszteségén. A két kormánytag bekapta a csalétket és lemondtak. Ezt követően 2002. október 16-án lemondott az első Balkenende-kormány. 2003. január 22-én előrehozott választást tartottak a kormányválság miatt.

#### Kormány intézkedései
- Jóváhagyták az Európai Unió bővítését
- Támogatták az Egyesült Államoknak Irak lerohanását
- Honvédelem újraszervezése, költségcsökkentéssel és 4.800 munka megszüntetésével.
- 39 millió eurónyi kiadáscsökkentés a holland tömegközlekedésben. Cite web-hiba: az url paramétert mindenképpen meg kell adni!Cite web-hiba: a title paramétert mindenképpen meg kell adni!. (Hozzáférés: 2017. december 9.)

### Második Balkenende-kormány
A második kormány 4 hónappal a választás után 2003. május 27-én alakult meg. A választáson a legnagyobb veszteséget a Pim Fortuyn Listája szenvedte el, 18 mandátumot vesztett el. A Munkáspárt 19 mandátummal növelte eddigi mandátumait, a VVD 4 mandátumot nyert, míg a CDA csak 1 mandátumot nyert, de ők nyerték meg a választást. Eleinte úgy tűnt egy munkáspárti-kereszténydemokrata koalíció lesz, ám ez a tárgyalás megbukott, ehelyett a CDA megállapodott a VVD és a 66-os demokratákkal. A második kormány fő céljai voltak a közszféra, közbiztonság, egészségügy reformja. A kormány új integrációs politikát hirdetett és korlátozták a bevándorlók számát. A menedékkérők számát évi 2.000 főben határozták meg, ami alapvetően megváltoztatta a Wim Kok kormány alatt hozott intézkedéseket. A kormány 5.700 millió eurós kiadáscsökkentést vitt véghez. 2004. július 1-től Hollandia töltötte be féléven át az Európai Unió soros elnökségét.
A kormány szociálpolitikája számos kritikát kapott és a népszerűsége nagyot esett, emiatt a 2006-os holland önkormányzati választásokon súlyos vereséget szenvedett a CDA és a VVD pártok, míg a Munkáspárt megerősödött.

#### Kormány intézkedései
- Rokkant nyugdíjak kiosztásának megváltoztatása, hosszú ideig azok is részesültek törvény szerint rokkant nyugdíjból akik csak részben voltak rokkantak és még munkaképesek voltak. Az ő esetükben csökkentettek a rokkant nyugdíjakat, hogy a munkaerő piacra visszatérjenek.
- Nyugdíjkorhatár felemelése 65 évre
- Bérlakás támogatás összegének csökkentése
- 12.000 állást szüntettek meg a hadseregben.

### Harmadik Balkenende-kormány
A 2006-os választások után a legkisebb koalíciós partner a 66-os Demokraták kiléptek a koalícióból. Kilépésük oka, hogy Ayaan Hirsi Ali szomáliai származású VVD párti politikust 2006 májusában megvádolták, hogy menedékjogának kérésekor valótlan adatok adott meg, amivel a holland állampolgárságát is elvesztette volna. Balkenende lemondott és előrehozott választásokat jelentett be. A Harmadik-Balkenende-kormány egyben kisebbségi kormány is volt, hiszen a Képviselőházban a 150 mandátumból a kormánykoalíció 71 mandátumot tett csak ki.

### Negyedik Balkenende-kormány
A negyedik kormány a CDA, Munkáspárt és Keresztény Unió pártokból állt össze, amely 2007. február 22-én lépett hivatalba. A kormány 2010-ben mondott le, miután a koalíciós partnerek nem tudtak megegyezni az Afganisztánban állomásozó ISAF missziót teljesítő holland katonák helyzetértől. Az ISAF-misszió ugyanis abban az évben ért véget a holland katonáknak.

## Érdekességek
Balkenende 2005-ben járt Magyarországon. A Károli Gáspár Református Egyetem fennállásának 150. évfordulója alkalmából díszdoktorrá avatták. 2018-ban megkapta a Magyar Érdemrend parancsnoki keresztje a csillaggal kitüntetést.

## Fordítás
- Ez a szócikk részben vagy egészben  a   Jan Peter Balkenende című angol Wikipédia-szócikk ezen változatának fordításán alapul.  Az eredeti cikk szerkesztőit annak laptörténete sorolja fel. Ez a jelzés csupán a megfogalmazás eredetét és a szerzői jogokat jelzi, nem szolgál a cikkben szereplő információk forrásmegjelöléseként.